# Erimyzon
Erimyzon – rodzaj słodkowodnych ryb karpiokształtnych z rodziny czukuczanowatych (Catostomidae).

## Występowanie
Ryby z tego rodzaju występują na terenie Ameryki Północnej.

## Klasyfikacja
Gatunki zaliczane do tego rodzaju:
- Erimyzon claviformis (Girard, 1856)
- Erimyzon oblongus (Mitchill, 1814)
- Erimyzon sucetta (Lacépède, 1803)
- Erimyzon tenuis (Agassiz, 1855)